# Urbicáin
Urbicáin (Urbikain en euskera) es una entidad de población española del municipio de Izagaondoa, perteneciente a la Comunidad Foral de Navarra.

## Historia
Hacia mediados del siglo XIX, el lugar, ya por entonces perteneciente a Izagaondoa, tenía contabilizada una población de 53 habitantes. Aparece descrito en el decimoquinto volumen del Diccionario geográfico-estadístico-histórico de España y sus posesiones de Ultramar de Pascual Madoz con las siguientes palabras:

URBICAIN: l. del ayunt. y valle de Izagaondoa, en la prov. y c. g. de Navarra, part. jud. de Aoiz (2 leg.), aud. terr. y dióc. de Pamplona (5): sit. á la falda de una cumbre con buenas vistas; clima frio; reinan los vientos N. y O., y se padecen algunas calenturas. Tiene 12 casas, igl. parr. de entrada (San Estéban) servida por un abad de provision de los vec.; cementerio contiguo á la misma, y dos fuentes, una al S. y otra al N. El térm. se estiende 1/2 leg. de N. á S., é igual dist. de E. á O., y confina N. Beroiz; E. Turrillas; S. Izanoz, y O. Ardanoz: comprendiendo dentro de su circunferencia algunos trozos de monte, poblados de robles, hayas y fresnos, y diferentes canteras de piedra caliza. El terreno es secano, pero bastante productivo. caminos: los que conducen á Lumbier, Aoiz y Pamplona. El correo se recibe de Urroz por balijero. prod.: trigo, maiz, cebada, avena, garbanzos, habas, patatas y vino; cria de ganado vacuno, lanar y cabrío; caza de corzos, lobos, zorros, perdices, codornices, liebres y conejos. pobl.: 14 vec., 53 almas. riqueza: con el valle (V.)
(Madoz, 1849, p. 220)

En 2022, tenía empadronados ocho habitantes.